# شهرستان ونشوی
شهرستان ونشوی (به لاتین: Wenshui County) یک شهرستان‌های جمهوری خلق چین در چین است که در لولیانگ واقع شده‌است.